# Papurana
Papurana es un género de anfibios anuros de la familia Ranidae que se encuentra en Australasia y la Wallacea.

## Especies
Se reconocen las 16 especies siguientes según ASW:
- Papurana arfaki (Meyer, 1875)
- Papurana aurata (Günther, 2003)
- Papurana daemeli (Steindachner, 1868)
- Papurana elberti (Roux, 1911)
- Papurana florensis (Boulenger, 1897)
- Papurana garritor (Menzies, 1987)
- Papurana grisea (Van Kampen, 1913)
- Papurana jimiensis (Tyler, 1963)
- Papurana kreffti (Boulenger, 1882)
- Papurana milneana (Loveridge, 1948)
- Papurana moluccana (Boettger, 1895)
- Papurana novaeguineae (Van Kampen, 1909)
- Papurana papua (Lesson, 1826)
- Papurana supragrisea (Menzies, 1987)
- Papurana volkerjane (Günther, 2003)
- Papurana waliesa (Kraus & Allison, 2007)